# لوز گل به
لوز گل به، یکی از خوراک‌های محلی در استان گیلان است. لوز گل به را در اوایل بهار که درخت‌های به شکوفه می‌دهند تهیه می‌کنند. مواد این لوز را گل به تازه سائیده شده، پودر قند و پسته ریز شده تشکیل می‌دهد. برای تهیه آن گل به را در صافی ریخته و با کمی آب شسته می‌دهند. سپس پرهای گل به را با کمی آب پخته و سپس سائیده می‌شود.